# Eudarcia subtile
Eudarcia subtile is een vlinder uit de familie van de Meessiidae. Deze soort is voor het eerst wetenschappelijk beschreven als Obesoceras subtile door Günther Petersen in een publicatie uit 1973.
De soort komt voor in Afghanistan.